# Мінзянов Юрій Аглямзянович
Юрій Аглямзянович Мінзянов (29 березня 1956 — 7 листопада 2020) — російський і український тележурналіст та телепродюсер.

## Життєпис
Народився 29 березня 1956 року у місті Казань, РРФСР. Закінчив режисерський факультет Всесоюзного державного інституту кінематографії (1979).
Створив на студії «Укртелефільм» стрічку «Не зачиняйте ваші двері» (1987, Спеціальний приз Всесоюзного кінофестивалю спортивних фільмів в Ашгабаті) — про роботу сім'ї Крепкіних: олімпійської чемпіонки Віри Крепкіної та її чоловіка.
Продюсер (і співпродюсер) низки фільмів і телесеріалів: «Сестри по крові» (2006), «Моя мама — Снігуронька», «Позаземний», «Усі повинні померти», «Презумпція вини» (2007), «Карасі», «Дім, милий дім», «Кілька примарних днів» (2008), «Про кохання» (2009), «Посміхнися, коли плачуть зірки» (2010), «Острів непотрібних людей» (2011), «Під прицілом кохання», «Наречена мого друга», «Час гріхів», «Мільйонер» (2012) та багатьох інших.
7 листопада 2020 року Мінзянова знайшли мертвим. У вечір напередодні Мінзянов скаржився на біль у грудях, а наступного перестав виходити на зв'язок.

## Громадська позиція
У 2018 підтримав звернення Європейської кіноакадемії на захист ув'язненого у Росії українського режисера Олега Сенцова.